# Jules Crevaux

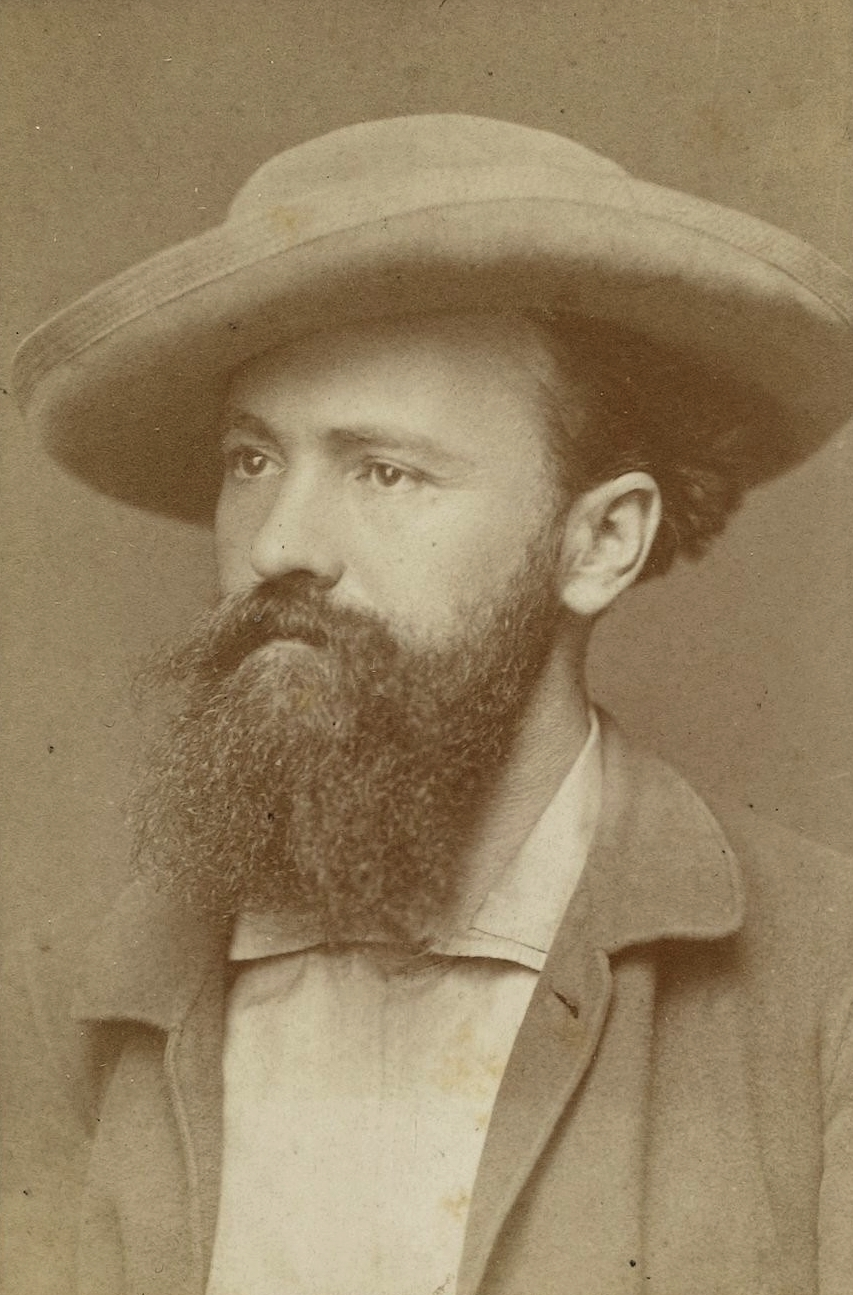
Jules Crevaux

Jules Crevaux (* 1. April 1847 in Lorquin, Lothringen; † 2. April 1882 bei Ipantipucu, Paraguay) war ein französischer Entdeckungsreisender, der sich vor allem bei der Erkundung Guayanas hervortat.
Crevaux studierte Medizin und trat 1868 in die französische Marine ein. Infolgedessen gelangte er zweimal nach Guayana und fasste hierbei den Entschluss, das Innere des Landes zu erforschen.
Nach Frankreich zurückgekehrt, machte er unter Léon Gambetta als Freiwilliger den Deutsch-Französischen Krieg mit.
Creveaux trat im Juli 1877 seine erste Expedition zur Erforschung von Guayana an. Von Cayenne ausgehend, durchstreifte er vollkommen unbekanntes Gebiet. Er überstieg das Tumuk-Humak-Gebirge, die Wasserscheide zwischen dem Maroni und Jari, einem Zufluss des Amazonas, und konstatierte hierbei die Möglichkeit, die Wasserfälle des Jari passieren zu können.
Auf einer zweiten Reise von 1878 bis 1879 ging Crevaux von Cayenne über den Oyapock, Paru, Ica und den Amazonas bis zu den Anden und kehrte über den Rio Japurá nach Cayenne zurück. Der Paru wurde dabei zum ersten Mal von Crevaux erforscht, ebenso der Japura, der vorher noch zu zwei Dritteln seines Laufs unbekannt war. Er fand, dass die Bewohner am oberen Japura, nahe am Pazifischen Ozean, dieselbe Sprache sprechen wie die Bewohner Guayanas; zugleich konstatierte er, dass sie Anthropophagen waren.
Eine dritte Reise, welche die Erforschung linker Nebenflüsse des Orinoco zum Zweck hatte, unternahm Crevaux 1880 in Begleitung des Marineapothekers Lejaune; er befuhr den Magdalenenstrom bis in die Nähe von Bogotá, kreuzte die Kordilleren und folgte dann dem Guaviare zum Orinoco.
Kaum nach Frankreich zurückgekehrt, begab er sich im November 1881 von neuem nach Südamerika in der Absicht, das Stromgebiet des Paraguay und des Amazonenstroms zu erforschen; auf dieser Expedition wurde er 27. April 1882 bei Ipantipucu am Río Pilcomayo von Tobaindianern überfallen und mit seiner ganzen Begleitung ermordet.

## Werke
- Hématurie chyleuse ou graisseuse des pays chauds (Paris 1872)
- Faux blocs erratiques de la Plata ou prétendue période glaciaire d'Agassiz dans l'Amérique du Sud (1876)
- Voyage en Guyane (1877)
- De Cayenne aux Andes (1880)
- Fleuves de l'Amérique du Sud 1877–79 (1883, 39 Karten, mit Biographie Creveaux' von Revoil).
- Voyage dans l'Amérique du Sud 1880-1881 (1883)